# Cayetano Carreño
José Cayetano Carreño Rodríguez (* 7. August 1774 in Caracas; † 3. März 1836 in Caracas) war ein venezolanischer Komponist.

## Leben
Carreño wurde 1794 Organist und 1796 Kapellmeister an der Kathedrale von Caracas. Von 1792 bis 1793 unterrichtete er Musik an der Universität von Caracas. Nach dem Tode von Padre Sojo folgte er ihm als Lehrer an mehreren Musikschulen nach. 
Er komponierte zahlreiche geistliche Werke, darunter ein Requiem (1806), ein Salve Regina (1814) und mehrere Motetten, deren bekannteste In Monte Oliveri (1801) und Tristis anima mea sind. Von seinen Söhnen wurden mehrere als Musiker bekannt: Juan de la Cruz Carreño und Juan Bautista Carreño als Komponisten und Ciriaco Carreño als Sänger und Organist. Seine Enkelin Teresa Carreño (1853–1917), die Tochter seines Sohnes Manuel Antonio Carreño, wurde eine weltberühmte Pianistin.
| Personendaten    | Personendaten                               |
| ---------------- | ------------------------------------------- |
| NAME             | Carreño, Cayetano                           |
| ALTERNATIVNAMEN  | Carreño, José Cayetano (vollständiger Name) |
| KURZBESCHREIBUNG | venezolanischer Komponist                   |
| GEBURTSDATUM     | 7. August 1774                              |
| GEBURTSORT       | Caracas                                     |
| STERBEDATUM      | 3. März 1836                                |
| STERBEORT        | Caracas                                     |